# Executive Training Programme

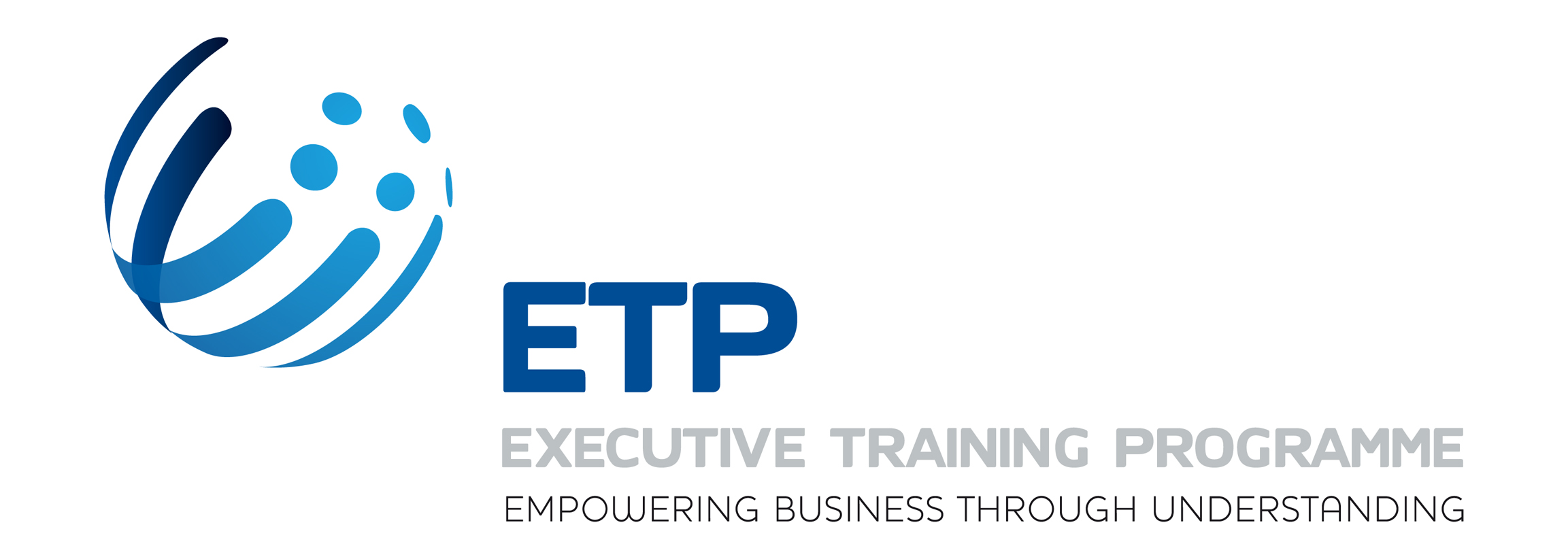
ETP Logo

Das Executive Training Programme (ETP) ist ein von der Europäischen Kommission organisiertes und stark gefördertes Führungskräfte-Entwicklungsprogramm,  das den Warenexport nach Japan und Südkorea verstärken soll.
Das ETP wurde konzipiert, um europäische Führungskräfte und damit auch ihre Arbeitgeber  mit den nötigen Sprach-, Wirtschafts- und Kulturkenntnissen auszustatten, die benötigt werden, um Markteintrittsbarrieren zu überwinden und den erfolgreichen Markteintritt  in Japan bzw. Südkorea zu bewerkstelligen. Das Programm wurde von der Europäischen Kommission gegründet, da es für europäische Unternehmen traditionell eine große Herausforderung ist die kulturellen, ökonomischen und sprachlichen  Eigenheiten Japans und Südkoreas zu verstehen und entsprechend geeignete Marktstrategien zu entwickeln. Um trotzdem von Japan und Korea, als zwei der absatzstärksten asiatischen Märkte, zu profitieren, bietet die EU seit 1979 durch das ETP eine umfassende Hilfestellung bei der Geschäftserweiterung europäischer Unternehmen im ostasiatischen Raum an.
Mit nunmehr rund 1.100 Absolventen aus über 800 Firmen, darunter 15 der 20 größten europäischen Unternehmen, aber auch viele Mittelständler ist das Executive Training Programme (ETP) eines der ältesten und erfolgreichsten EU-Weiterbildungsprogramme.

## Programmübersicht
Das Hauptanliegen des Programmes ist es die Teilnehmer so zu fördern, dass sie nach Beendigung des Kurses erfolgreiche Markteintrittsstrategien für und mit ihren Arbeitgebern entwickeln können, um so den Export oder die Investitionen in das Entsendungsland langfristig zu steigern. Das ETP ist so konzipiert, dass es sowohl den Teilnehmern als auch deren Arbeitgebern nachhaltige Vorteile bringt. Einerseits fördert es die persönliche  Karriereentwicklung der Teilnehmer, indem es sie zu Experten für die hoch spezialisierten Märkte in Japan oder Südkorea ausbildet und ihnen dadurch ein Alleinstellungsmerkmal auf dem Arbeitsmarkt verschafft. Andererseits liefert es den Unternehmen innerbetriebliche Expertise, die für die Vertiefung ihres Wissens über das Konsumverhalten und die Gesellschaften Japans oder Südkoreas von großer Bedeutung ist.
Des Weiteren haben die Teilnehmer durch das ETP die Möglichkeit ihr persönliches Netzwerk substantiell zu erweitern.
Um diese Ziele zu erreichen, verwendet das ETP eine Kombination aus verschiedenen Lehrmethoden, Gastrednern, Networking-Veranstaltungen, Betriebsbesichtigungen und Praktika.
Das jährlich stattfindende, 45-wöchige Schulungsprogramm für europäische Führungskräfte umfasst drei Module:
1. Vorbereitungsmodul innerhalb der Europäischen Union (Inception Module):  ein dreiwöchiger Intensivkurs zu Kultur, Geschichte und Zivilgesellschaft Japans bzw. Südkoreas an der School of Oriental and African Studies der University of London.
2. Schulungsmodul vor Ort (Immersion Module): ein 30-wöchiges Modul bestehend aus verschiedenen  Wirtschaftskursen (teilweise frei wählbar) sowie einem intensiven Sprachkurs an der hoch renommierten Waseda-Universität in Tokio oder der ebenso renommierten  Yonsei-Universität in Seoul.
3. Praxismodul (Internship): ein 12-wöchiges Praktikum in einem japanischen bzw. südkoreanischen Unternehmen zur praktischen Anwendung der neuerworbenen Kenntnisse und Fähigkeiten sowie Netzwerkarbeit in der für den Kandidaten relevanten Industrie.

## Auswahlprozess und Kriterien
Das Executive Training Programme beschränkt sich auf Führungskräfte, die die EU-Staatsbürgerschaft besitzen und für eine in der EU ansässige Firma arbeiten. Des Weiteren muss die Firma des Kandidaten mindestens 5 Angestellte haben, einen Umsatz von mindestens 500.000 Euro erwirtschaften und ein aktives Interesse am japanischen bzw. südkoreanischen Markt nachweisen können. Weitere Kriterien für den Bewerber umfassen gute Englischkenntnisse und mindestens 3–5 Jahre Berufserfahrung, je nach akademischem Abschluss.
Der Bewerbungsprozess beinhaltet eine gemeinschaftliche Bewerbung des Kandidaten mit seinem Arbeitgeber  über die Internetseite des ETP.
Vielversprechende Kandidaten werden von der Europäischen Kommission für ein persönliches Bewerbungsgespräch nach Brüssel eingeladen. Auf der Basis dieses Gespräches wählt die Kommission dann die 45 Teilnehmer für Japan und die 15 Teilnehmer für Südkorea aus.

## Finanzielle Unterstützung
Die Europäische Kommission übernimmt jegliche Kursgebühren des Intensivprogramms, sowohl in London als auch im Entsendungsland. Des Weiteren unterstützt die Kommission die Teilnehmer mit 2200 Euro monatlich für Japan (insgesamt 26.400 Euro) und 2000 Euro monatlich für Südkorea (insgesamt 24.000 Euro). Eine Beteiligung an Flug- und weiteren Nebenkosten seitens der teilnehmenden Unternehmen ist wünschenswert, jedoch nicht verpflichtend.

## Geschichte / Hintergrund
Das Executive Training Programme wurde 1979 von der Europäischen Kommission vor dem Hintergrund des starken japanischen Wirtschaftswachstums ins Leben gerufen. Die Europäische Kommission erkannte damals, dass Japan als aufstrebende Wirtschaftsnation vielfältige Geschäftschancen für europäische Unternehmen zu bieten hatte. Da sich die  Geschäftspraktiken in Japan jedoch grundlegend von jenen in Europa unterscheiden, stehen europäische Unternehmen auf dem japanischen Markt oft vor großen Herausforderungen. Ziel des Executive Training Programmes war es folglich, den teilnehmenden Unternehmen durch eine intensive Ausbildung ihrer Mitarbeiter das Rüstzeug in die Hand zu geben, welches für den wirtschaftlichen Erfolg in Japan von entscheidender Bedeutung ist.
Im Jahr 1980 schlossen  die ersten 21 ETP-Teilnehmer den 18-monatigen Weiterbildungskurs erfolgreich ab. In den folgenden Jahren stieg die Popularität des Executive Training Programmes kontinuierlich, sodass die Europäische Kommission 1993 den fünfhundertsten Absolventen beglückwünschen durfte.
1995 veröffentlichte die Europäische Kommission zum ersten Mal die Erfolgsstatistiken der ETP-Ehemaligen. Das Ergebnis: Unternehmen erzielten in den ersten 10 Jahren, nachdem einer ihrer Führungskräfte am ETP teilgenommen hatte, durchschnittlich eine Verdoppelung ihres Umsatzes. Des Weiteren stiegen 65 % der ETP-Absolventen in ihrem Unternehmen in eine Spitzenposition auf.
Durch den steigenden Erfolg des ETPs in Japan entschied sich die Europäische Kommission im Jahre 2002 dazu, das Programm auch auf die Republik Korea auszuweiten. Südkorea  expandierte wirtschaftlich, doch auch hier stießen europäische Unternehmen immer wieder auf kulturelle sowie durch räumliche Distanz bedingte Handelshemmnisse. Ähnlich wie in Japan, sah die Europäische Union hier ebenfalls die Chance, trotz dieser Schwierigkeiten einen erfolgreichen Markteintritt durch gezielte Aus- und Weiterbildung zu ermöglichen
2006 wurde das ETP an die sich ständig ändernden Marktverhältnisse angepasst und auf 12 Monate verkürzt.
2010 beendete der tausendste Absolvent einen ETP Trainingskurs.
Nach einer kurzen Pause wurde das Executive Training Programme 2011 unter einer neuen Markenidentität wiederaufgesetzt, mittlerweile wurde es auf 45 Wochen verkürzt, um den Wünschen der Unternehmen entgegenzukommen.

## Ausblick
Obwohl das Wirtschaftswachstum in den beiden Ländern abgeebbt ist, sieht die Europäische Kommission weiterhin großes Potenzial in Japan und Südkorea, als sechst- und neuntgrößte EU-Handelspartner. Mit 127 Millionen Einwohnern, die über eine enorme Kaufkraft verfügen, ist gerade Japan, als Binnenmarkt und Knotenpunkt für den asiatischen Raum, weiterhin von enormer Bedeutung.
Eine 2011 von der Europäischen Kommission in Auftrag gegebene Studie beschäftigte sich mit der Frage, warum der Pro-Kopf-Handel der meisten EU-Staaten mit Japan und Korea deutlich geringer ist als der mit Australien, welches eine ähnlich große räumliche Distanz vorweist.
Die Studie fand heraus, dass nicht nur die räumliche Distanz, sondern auch andere Faktoren wie Zölle, Sprache, Kultur und Geschäftsumfeld eine erhebliche Rolle in der Maximierung von Handelspotenzialen spielen.
Ferner kommt die Studie zu dem Ergebnis, dass sich den EU-Staaten, bei einer Bewältigung der oben genannten Hindernisse, Exportmöglichkeiten von 20 bis 40 Milliarden Euro eröffnen würden. Durch das südkoreanische Freihandelsabkommen mit der EU wurden  2011 bereits weitestgehend Zölle zwischen den beiden Wirtschaftseinheiten abgeschafft und somit ein weiterer Schritt in Richtung Öffnung des ostasiatischen Marktes getätigt. Ein solches „Free Trade Agreement“ ist inzwischen auch zwischen der EU und Japan im Gespräch, die genauen Verhandlungen stehen noch offen. Um europäische Firmen auch weiterhin bei der Erschließung  dieser Märkte zu unterstützen, soll das  Executive Training Programme laut Europäischer Kommission auch weiterhin eine tragende Rolle in der Beseitigung sprach- und kulturbedingter Hemmnisse spielen.